# MR.レッドゾーン
MR.レッドゾーン（みすたーれっどぞーん）は、2007年1月3日24:55～25:55にフジテレビ系で放送された特別番組。　

## 概要
知名度・人気は全国区だが、未だ全国ネットの冠番組を持てない平均年齢31歳（2007年当時）の芸人が純粋な笑いをと、奮闘する番組。雰囲気や内容は同局「はねるのトびら」の初期を思わせ、メンバーはイベント「お笑い圧力団体」の出演者を中心に構成されている。放送後、インターネット上でかなり話題を集めた。フジテレビ公式サイトでは「まず企画ありき、システムありきの番組が多いこのご時世。そんな中、本気でお笑いに情熱を注ぎ込みたいと願う芸人たちの、命を懸けた純粋お笑いバラエティが登場します!それが『MR.レッドゾーン』。彼らのレッドゾーンに突入しているお笑いフラストレーションを、ここで一気に放出します!漫才・大喜利・ドキュメント・ドラマ・歌・パロディー・ものまね・グルメ・トーク・情報・健康・占い・通販…などなどあらゆるジャンルのあらゆる可能性をすべて『笑い』という切り口でアレンジ。『これでもか!』といわんばかりのお笑いバカコーナーが満載の純度120％のお笑い番組です!」と紹介されていた。

## 出演者
- 次長課長（河本準一・井上聡）
- アンタッチャブル（山崎弘也・柴田英嗣）
- スピードワゴン（井戸田潤・小沢一敬）
- ブラックマヨネーズ（小杉竜一・吉田敬）
- 東京ダイナマイト（ハチミツ二郎・松田大輔）
- チュートリアル（徳井義実・福田充徳）

## 内容

### おとしだマウンテン
- 高速回転している（さらに時折鉄球が落ちてくる）富士山に見立てた円錐形のセットの頂上に立てられた旗を取った者がお年玉として現金10万円を貰える。メンバー全員の連携の末、チュートリアルの福田が優勝者となった。

### おもしろ荘
- 架空のアパート「おもしろ荘」を舞台に、そこに住む貧乏のため実家に帰れない芸人たちに、それぞれのお母さんが送ってきた面白い小包を紹介する。アンタッチャブルの山崎（木彫りの熊と無洗米と股引と昔山崎がやっていた番組のキャラクターグッズ）、チュートリアルの福田（ペンギンのヘルメットとスパゲティー屋のヘラと現金112円）、東京ダイナマイトの松田（シーフード味のカップ麺とネタ帳）、次長課長の河本（老眼鏡とバナナロールと中日ドラゴンズのサインボールと雑誌や新聞記事が貼られたアルバム）、ブラックマヨネーズの小杉（クリスマス用のサンタ人形と長靴詰めのお菓子とシャケフレークの瓶詰めと育毛剤とパーティー用クラッカー）、スピードワゴンの井戸田の母親から届いた。井戸田は義母（妻である安達祐実の母親・安達有里）からで、彼女のヌード写真集だった。

### あんたが大賞授賞式
- 出演メンバーの中で様々な№1を決める。

「邪魔だと思う人大賞」　
- アンタッチャブル・山崎　
  - 理由

大半の者が理由を「面白いから」「スタジオトークで自由に動くから」と回答。
次長課長の井上以外が山崎を3位以内にランクづけした。　
「絡みづらい人大賞」　
- 次長課長・井上　
  - 理由

東京へ行ってから挨拶の仕方が変わった
自身こそが生粋の西育ちにもかかわらず、チュートリアルに「西臭い」と発言していた事が発覚（生まれも育ちも京都のチュートリアルに対し、井上は熊本生まれの岡山育ち）。
見下した言動。
他にコーナーの合間にはメンバーの初詣のネタもあり、ハチミツが「今年は芸人全員がヘルニアになりますように」と願掛けをしていたほか吉田が鈴紐を壊してしまう一幕もあった。

## スタッフ
- プロデューサー：清水宏泰
- ディレクター：谷口大二
- 製作著作：フジテレビ